# José Antonio Páez
José Antonio Páez Herrera ([xo.ˈse ãn̪.ˈto.njo ˈpa.es ɛ.ˈrɛ.ɾa]; 13. června 1790 - 6. května 1873) byl venezuelský vůdce, který bojoval proti španělské koruně za Simóna Bolívara během venezuelské války za nezávislost. Později prosadil nezávislost Venezuely na Velké Kolumbii.
Po většinu následujících dvou desetiletí dominoval politice své země. jakmile Venezuela dosáhla nezávislosti na Velké Kolumbii, sloužil buď jako prezident Venezuely (1830–1835; 1839–1843; 1861–1863), nebo vykonával faktickou moc s pomocí loutkových prezidentů. Je považován za ukázkový příklad jihoamerického caudilla z 19. století a své zemi dal dědictví autoritářské vlády, které až na několik výjimek trvala do roku 1958. Během let v exilu žil v Buenos Aires a New Yorku, kde v roce 1873 zemřel.